# Пуаро Агаты Кристи
«Пуаро́» (или «Пуаро́ Ага́ты Кри́сти», англ. Agatha Christie’s Poirot, 1989—2013) — британский детективный телесериал по произведениям Агаты Кристи о сыщике Эркюле Пуаро. Главную роль сыграл Дэвид Суше.
Сериал снимался с 1989 года по 2013 год, выходил на канале ITV. Идею снять сериал подала дочь Агаты Кристи — Розалинда Хикс. Всего было снято 13 сезонов.

## Сюжет
В Лондоне, в своей квартире, которая также является и рабочим кабинетом, уже много лет работает эмигрант из Бельгии, бывший полицейский сыщик, а ныне частный детектив, Эркюль Пуаро. Вместе со своим напарником Артуром Гастингсом и секретаршей мисс Фелисити Лемон он в основном занимается расследованием убийств, в связи с которыми к нему обращаются его клиенты. Нередко Пуаро помогает в расследованиях старшему инспектору полиции Джеймсу Джеппу, когда у того возникают трудности с расследованием дела.

## История создания
Кандидат на роль Пуаро был выбран сразу. Продюсер Брайан Истман, который был знаком с Дэвидом Суше ещё со времени своей первой работы — сериала «Блотт на природе», никого кроме него и не видел в этой роли.
Дэвид Суше ответственно подошёл к созданию образа Пуаро. Он изучал историю Бельгии, чтобы понять, в какой среде воспитывался и рос его герой. «Когда мне предложили сыграть Эркюля Пуаро, — говорил актёр, — я проделал огромную тщательную работу. Я прочёл все романы и рассказы, а также посмотрел, как другие воплощали этот образ на экране. В некоторых постановках, к сожалению, он предстаёт как шут, клоун…» Суше также пришлось нанять преподавателя и начать старательно коверкать свой английский язык, чтобы добиться элегантного лёгкого акцента.
Продюсер Брайан Истман в партнёрстве со сценаристом Клайвом Экстоном работали над первыми восемью сезонами сериала, а затем покинули проект в 2001 году для работы над другим сериалом. Первыми Экстон адаптировал романы Кристи «Убийства по алфавиту» и «Убийство Роджера Экройда». Его взгляд на адаптацию был описан в прессе как «изобретательный в своих драматических самомнениях, в попытке интерпретировать развязку», но высокой похвалы от критиков его работа тогда не получила.
Энтони Горовиц, другой сценарист сериала, адаптировал три романа и девять рассказов, в то время как комик и писатель Марк Гэтисс написал сценарии к двум эпизодам, а также был приглашённым актёром в сериале, исполняя роль Питера Флэннери.
Начиная с эпизодов, которые транслировались в 2000 году, произошло заметное изменение в сериале: он стал более мрачным, ушёл юмор, повысился драматизм. Музыка в начальных титрах и сами титры тоже претерпели изменения, чтобы лучше отразить новый мрачный стиль сериала.
Интересен факт, что основная музыкальная тема сериала, с которой начинаются открывающие титры практически каждой серии на протяжении всех 13 сезонов, звучит в различных вариациях. Вероятно, режиссёры и продюсеры сериала таким образом хотели настроить зрителя на определённое настроение. Так, в некоторых эпизодах она звучит в более мрачной аранжировке, в некоторых — с большим драматизмом или наоборот, легко и живо.
Эпизоды, выпущенные в 2003 году, вышли с необычным актёрским ансамблем, после вывода из сериала персонажей Фрейзера, Джексона и Моран (Гастингса, инспектора Джеппа и мисс Лемон), которые появлялись в большинстве более ранних эпизодов. Отсутствие персонажей согласуется с книгами, на которых основан сценарий.
Характерной особенностью сериала является то, что съёмки проходили реально в тех местах и странах, которые описаны Агатой Кристи. Это были Великобритания, Франция, Германия, Бельгия, Сербия, США, Канада, Греция, Турция, Аргентина, Бразилия, Алжир, Египет, Сирия, Ирак и Чили.

## Эпизоды
Премьера первого эпизода состоялась 8 января 1989 года на канале ITV. Идею экранизировать произведения о сыщике подала продюсеру Брайну Истману дочь Агаты Кристи Розалинда Хикс. Всего вышло 13 сезонов, в общей сложности 70 эпизодов.
Планировалось, что 10-й сезон станет последним, но многочисленные просьбы поклонников убедили режиссёров сериала и Дэвида Суше продолжить съёмки. Было объявлено, что будет снят 11-й сезон, который станет последним. Несмотря на это, после окончания 11-го сезона съёмки были продолжены, и был выпущен 12-й сезон. 13 марта 2011 года стало известно, что проект закрывается из-за проблем с финансированием. В 2013 году были сняты 5 последних фильмов об Эркюле Пуаро по романам Агаты Кристи:
- Слоны умеют помнить (1972)
- Большая четвёрка (1927)
- Глупость мертвеца (1956)
- Подвиги Геракла (1947)
- Занавес: Последнее дело Пуаро (1975)[5]

За 13 сезонов Пуаро расследовал преимущественно убийства. Расследования происходили в старинных поместьях и курортных отелях, в самолёте, на пароходе, в поезде, в Великобритании, Франции, Бельгии, Египте, Ираке, Сирии, Греции, Аргентине, Югославии. Одновременно с этим развивалась личная жизнь главных персонажей телесериала.

## Награды
В 1989 году сериал был номинирован на 4 премии BAFTA в категориях «Лучшая графика», «Лучший дизайн», «Лучший дизайн костюмов» и «Лучшая оригинальная музыка в телешоу», выиграв все номинации из них, кроме одной (за лучший дизайн). Он также был номинирован за лучший драматический сериал в 1990 году и 1991 году, а Суше был номинирован на лучшую мужскую роль в телесериале в 1991 году.
В общей сложности в период между 1989—1991 годами сериал получил более 20 номинаций. Дэвид Суше три года подряд (с 1989 по 1992) номинировался на премию BAFTA за роль Пуаро, но так ни разу её не получил.
Всего телесериал получил 4 премии BAFTA, четвёртую получил Хью Фрейзер за исполнение роли Гастингса.
Музыку к сериалу написал Кристофер Ганнинг, который позже был удостоен номинации на премию Ivor Novello за лучшую музыку.

## В ролях

Дэвид Суше в роли Эркюля Пуаро

Филип Джексон в роли старшего инспектора Джеппа

- Дэвид Суше (англ. David Suchet) — Эркюль Пуаро (70 серий, 1989—2013)
- Хью Фрейзер (англ. Hugh Fraser) — капитан Артур Гастингс (45 серий, 1989—2001 и 2013)
- Филип Джексон (англ. Philip Jackson) — старший инспектор /  заместитель начальника полиции  Джепп (41 серия, 1989—2001 и 2013)
- Полин Моран (англ. Pauline Moran) — мисс Фелисити Лемон (33 серии, 1989—2001 и 2013)
- Дэвид Йелланд (англ. David Yelland) — Джордж, личный слуга Пуаро (8 серий, 2005—2013)
- Зои Уонамейкер (англ. Zoë Wanamaker) — Ариадна Оливер (7 серий, 2005—2013)
- Кика Мэркхэм и Орла Брэди — графиня Вера Русакова (2 серии, 1991 и 2013)

## Съёмочная группа и производство

### Режиссёры
- Эндрю Грив (Andrew Grieve) — 9 серий (1990—2000)
- Эдвард Беннет (Edward Bennett) — 8 серий (1989—1996)
- Ренни Рай (Renny Rye) — 7 серий (1989—1991)
- Брайан Фарнхэм (Brian Farnham) — 6 серий (1991—2002)
- Чарльз Палмер (Charles Palmer) — 4 серии (2009—2010)
- Росс Девениш (Ross Devenish) — 2 серии (1990—1992)
- Питер Барбер-Флеминг (Peter Barber-Fleming) — 2 серии (1993)
- Ричард Спенс (Richard Spence) — 2 серии (1990)
- Эндрю Пиддингтон (Andrew Piddington) — 2 серии (1991)
- Джон Брюс (John Bruce) — 2 серии (1993)
- Кен Грив (Ken Grieve) — 2 серии (1993)
- Энди Уилсон (Andy Wilson) — 2 серии (2004—2006)
- Эшли Пирс (Ashley Pearce) — 2 серии (2008)

### Сценаристы
Все серии основаны на произведениях Агаты Кристи.
- Клайв Экстон — 20 серий (1989—2001)
- Энтони Горовиц — 11 серий (1991—2001)
- Ник Диар (Nick Dear) — 5 серий (2004—2008, 2013)
- Гай Эндрюс (Guy Andrews) — 5 серий (2005—2008, 2013)
- Дуглас Уоткинсон (Douglas Watkinson) — 3 серии (1993—1996)
- Расселл Мюррей (Russell Murray) — 2 серии (1989—1990)
- Дэвид Ренвик (David Renwick) — 2 серии (1990—1991)
- Эндрю Маршалл (Andrew Marshall) — 2 серии (1991)
- Кевин Элиот (Kevin Elyot) — 3 серии (2003—2004)
- Марк Гэтисс — 3 серии и приглашённый актёр в серии «Свидание со смертью» (2008, 2010)

### Продюсеры
- 1989—2002 — Брайан Истман (Brian Eastman) — 1-8 сезон (25 серий)
- 2003—2004 — Маргарет Митчелл (Margaret Mitchell) — 9 сезон (4 серии)
- 2005—2008 — Тревор Хопкинс (Trevor Hopkins) — 10 сезон (4 серии)
- 2008—2010 — Карен Трасселл (Karen Thrussell) — 11-12 сезон (8 серий)
- 2013 — Дэвид Болтер (David Boulter) — 13 сезон (5 серий)

### Исполнительные продюсеры
- Линда Агран (Linda Agran) — 8 серий (1989)
- Мишель Бак (Michele Buck) — 12 серий (2003—2008)
- Фил Клаймер (Phil Clymer), от «Chorion PLC» — 14 серий (2001—2008)
- Дамьен Тиммер (Damien Timmer) — 12 серий (2003—2008)
- Сара Уилсон (Sarah Wilson) — 4 серии (1995—1996)
- Делия Файн (Delia Fine), от «A&E Television Networks» — 12 серий (2000—2006)
- Ник Эллиот (Nick Elliott) — 33 серии (1989—1993)

### Композиторы
- 1989—2004 — Кристофер Ганнинг (Christopher Gunning) — с 1 до 9 сезона
- 2005—2008 — Стивен Маккион (Stephen McKeon) — 10-11 сезон (8 серий)
- 2009—2010 — Кристиан Хенсон (Christian Henson) — 12-13 сезон (8 серий)

### Операторы
- Питер Бартлетт (Peter Bartlett) — 4 серии (1990)
- Питер Джессоп (Peter Jessop) — 4 серии (1989)
- Саймон Коссофф (Simon Kossoff) — 2 серии (1995—1996)
- Вернон Лейтон (Vernon Layton) — 3 серии (1990)
- Джейсон Лехел (Jason Lehel) — 2 серии (1991)
- Норман Дж. Лэнгли (Norman G. Langley) — 6 серий (1991—1993)
- Крис О’Делл (Chris O’Dell) — 14 серий (1991—2000)
- Алан Олмонд (Alan Almond) — 2 серии (2005—2008)
- Иван Страсбург (Ivan Strasburg) — 9 серий (1989—1992)
- Мартин Фюрер (Martin Fuhrer) — 3 серии (2003—2004)

### Монтаж
- Дерек Бейн (Derek Bain) — 14 серий (1989—1996)
- Фрэнк Вебб (Frank Webb) — 9 серий (1990—2000)
- Пол Гаррик (Paul Garrick) — 3 серии (2005—2008)
- Йон Костеллоу (Jon Costelloe) — 4 серии (1989—2003)
- Макс Лимон (Max Lemon) — 2 серии (1991—1992)
- Эндрю Макклелланд (Andrew McClelland) — 7 серий (1991—2004)
- Джеми Маккоен (Jamie McCoan) — 2 серии (2005—2006)
- Крис Уимбл (Chris Wimble) — 6 серий (1993—2002)

### Производство
- Производство «Carnival Films», «London Weekend Television» (LWT) и «Picture Partnership Productions» (Великобритания).
- Производство в 2009—2010 году «ITV Global Productions», «WGBH Boston» и «Agatha Christie Ltd (A Chorion Company)».-->

## Продукция

### Выпуск на DVD
13 сезонов были выпущены на DVD; Blu-ray в России (пятый регион), Великобритании (второй регион) и США (первый регион).
В России выпуск сериала на DVD; Blu-ray осуществляет компания «Кармен Фильм».

### Компьютерные игры
Компанией AWE Productions были разработаны две компьютерные игры в жанре квеста, где образ сыщика, Эркюля Пуаро, был срисован с Дэвида Суше:
- 2006 — Агата Кристи: Убийство в «Восточном экспрессе» (издатель в России: компания Акелла)
- 2007 — Агата Кристи: Зло под солнцем (издатель в России: компания Руссобит-М)

### Игра для Nintendo DS
Компанией AWE Productions была также выпущена казуальная игра для карманной игровой консоли Nintendo DS, где образ сыщика, Эркюля Пуаро, был также срисован с Дэвида Суше:
- 2009 — Агата Кристи: Убийства по алфавиту (игра 2009)[англ.]

## Документальные фильмы
| — | «Пуаро. За кадром» (англ. Behind the Scenes: Agatha Christie's Poirot)                                                         | Гед Кларк     | 2006           |  |  |
| Документальный фильм, в котором Дэвид Суше и его коллеги рассказывают о создании телесериала, и о своём видении произведений Агаты Кристи. Подробно изображен процесс съёмок телесериала. | |               |                |  |  |
| | |               |                |  |  |
| — | «Пуаро Агаты Кристи» первый эпизод из документального телецикла «Супер сыщики» (англ. Agatha Christie's Poirot: Super Sleuths) | Дженетт Клаус | 3 октября 2006 |  |  |
| Эркюль Пуаро видел множество воплощений на экране, но ни одно из них не было изображено так идеально, как Пуаро английского актёра Дэвида Суше. В этой программе авторы прослеживают путь Эркюля Пуаро от страниц произведений Агаты Кристи к маленькому экрану сериала «Пуаро Агаты Кристи». Шоу включает интервью с актёрами, производственной командой и лучшими представителями британской криминальной культуры, предлагает оригинальный взгляд на мир криминальной драмы на телевидении. | |               |                |  |  |
| | |               |                |  |  |
| — | «Быть Пуаро» (англ. Being Poirot)                                                                                              | Крис Мелоун   | 13 ноября 2013 |  |  |
| После 25 лет в роли Эркюля Пуаро британский актёр Дэвид Суше исследует столь продолжительную популярность своего самого известного персонажа, и то как он его воплотил на экране. | |               |                |  |  |
| | |               |                |  |  |